# Рудраварман III
Рудраварман III (или Рудраварман IV) (вьет. Де Ку; ум. 1074) — царь Тямпы (Чампы) в 1061—1069 годах из VIII династии тямских царей. В союзе с китайцами вёл войну с вьетским государством Дайвьет на севере современного Вьетнама, был разбит и взят в плен. Освобождён в обмен на уступку Дайвьету трёх тямских областей.

## Биография
Рудраварман III был сыном тямского царя Джайя Парамешваравармана I и младшим братом царя Бхадравармана III. Об Рудравармане известно, в основном, из анналов Дайвьета и преимущественно в связи с войной, происходившей между ним и вьетским императором. Рудраварман вступил на престол Тямпы в 1061 году, он принадлежал к Восьмой династии тямских царей. Будучи данником вьетского государства Дайвьет, Рудраварман тяготился своим зависимым положением и уже в 1062 году начал переговоры с китайским императором династии Сун, прося военной помощи против вьетов, однако получил вежливый отказ. Укрепляя свою армию и флот, тямский царь закупил у империи Сун лошадей и мулов. Тем не менее, царь Тямпы не решался пока бросить открытый вызов Дайвьету — согласно вьетским летописям, в период правления Рудравармана III тямские посольства с данью прибывали в Дайвьет, как минимум, дважды — в 1063 и 1065 годах (в 1065 году посольство Рудравармана даже преподнесло императору Дайвьета белого носорога).
Несмотря на то, что ранее китайцы отказывали Рудраварману III в военной помощи, к 1068 году империя Сун решила восстановить свою власть над Северным Вьетнамом и призвала тямского царя к нападению на Дайвьет с юга. В конце 1068 года Рудраварман, рассчитывая на помощь китайцев, начал военные действия против вьетов. По неизвестным причинам империя Сун не направила свою армию в Дайвьет. Рудраварман остался один на один с превосходящими силами вьетов и был разбит. Император Дайвьета Ли Тхань-тонг незамедлительно направил посольство в Китай, которое добилось отложения вторжения сунской армии во Вьетнам. 24 февраля 1069 года Ли Тхань-тонг объявил о начале карательной экспедиции против Рудравармана, при этом сослался на то, что действует по приказу китайского императора.
18 марта 1069 года вьетский военачальник Ли Тхыонг Киет во главе пятидесятитысячной армии и флота из двухсот кораблей вторгся на территорию Тямпы (император Ли Тхань-тонг сопровождал армию Ли Тхыонг Киета, но отказался от личного командования ею). Вскоре Ли Тхыонг Киет разбил флот Рудравармана III в устье реки Нятле, после чего высадился в прибрежном городе Шри Баное (современный Тхинай). 3 апреля в генеральном сражении на реке Тумао к югу от тямской столицы Виджайи войска Рудравармана потерпели поражение. Царь Тямпы с пятидесятитысячной армией отступил на запад, но вскоре последовало второе сражение, в котором войско Рудравармана III было наголову разбито. Согласно хронике «Вьет ши лыок», погибших воинов Тямпы невозможно было сосчитать, а Рудраварман, узнав о поражении, скрылся ночью вместе с женой и детьми. В ту же ночь вьетская армия подошла к тямской столице Виджайе, которая вскоре сдалась.
Рудраварман скрывался от вьетских войск в самых глухих местах Тямпы около месяца, пока в четвёртом месяце (24 апреля — 22 мая) генерал Ли Тхыонг Киет не настиг его на границе с Камбуджадешей. Пленённый Рудраварман III был доставлен в лагерь императора Ли Тхань-тонга. Император провёл в Виджайе пышные торжества и устроил пир во дворце Рудравармана III, после чего приказал сжечь тямскую столицу до основания. Не предприняв никаких мер к установлению своей власти над Тямпой, император Ли Тхань-тонг 17 июля 1069 года вернулся в Дайвьет во главе своей армии и в сопровождении 50 тысяч пленных тямов, где устроил своего рода триумф, во время которого за его сияющей драгоценностями колесницей тащили пленного царя Рудравармана, одетого в белое платье из грубой ткани и шапку из конопли и костей. Следом тащили связанных вместе приближённых царя Тямпы.
После этой унизительной процедуры Рудраварман III был отпущен в Тямпу в обмен на уступку Дайвьету трёх северных провинций — Ботинь, Диали и Малинь (территория современных вьетнамских провинций Куангбинь и Куангчи). Возвратившись домой, Рудраварман обнаружил, что Тямпа охвачена междоусобной войной и анархией, а за его престол борются несколько претендентов, один из которых, принц Тхань, около 1070 года одержал верх и стал царём Тямпы под именем Харивармана IV. Рудраварман умер в 1074 году и с его смертью наступил конец VIII династии тямских царей.